# تیفیک عثمانی
تیفیک عثمانی (انگلیسی: Tefik Osmani؛ زادهٔ ۸ ژوئن ۱۹۸۵) ورزشکار فوتبال اهل آلبانی است.
از باشگاه‌هایی که در آن بازی کرده‌است می‌توان به باشگاه فوتبال تیرانا، باشگاه فوتبال اسکندربو کورچه، باشگاه فوتبال الباسانی، باشگاه فوتبال اسکندربو کورچه، تیم ملی فوتبال آلبانی، و باشگاه فوتبال متالوره دونتسک اشاره کرد.